# 都市計画家
都市計画家（としけいかくか）は、都市計画に従事しその作業を行う専門家の呼称である。他国ではウルバニスト（urbaniste）、英語圏ではアーバンプランナー (urban planner) とよび、この他にアーバンデザイナー (urban designer) という職能も兼ねる。

## 業務の概要
都市計画家の業務は、未開地や埋立地への新たな都市建設や、既に存在する都市再開発・再整備などのさまざまな都市計画を立案することである。その業務は、大きくは国の施策規模の国土計画や国策産業振興などの計画から、自治体レベルの総合計画や都市計画マスタープランの作成、広域の地域計画、商店会レベルから観光戦略などまでの地域振興計画、土地利用計画まで広範なレベルにわたる。
都市計画家はこれらの業務に、シンクタンク、エコノミスト、交通工学等の専門家などと共同で従事している。チームでの業務が大半であるため、著名な建築家が前面に出る建築の場合と比べ、メディアに派手に取り上げられる機会は少ない。

## 教育と訓練
職業としての都市計画は比較的新しい制度で、政府機関がこの職業を制限あるいは認可していることはほとんどない。その結果、多くの関連分野から都市計画を実践するための訓練、専門知識、専門的な範囲を積極的に有すると主張している。この分野は、都市主義の基本原則に対する適性を持つほぼすべての者に開放している。アメリカ都市計画協会、カナダ都市計画協会、王立都市計画家協会ロイヤルタウンプランニング研究所などが専門家としてプロのプランナーを認定しているが、ランドスケープアーキテクチュアのような関連分野の人々も都市計画の専門制を持っていると主張している。アメリカなどは計画の分野では都市計画、コミュニテイー計画、一団地の住宅計画、ショッピングセンター計画、不良住宅改造計画等数多の計画があるが、多数の造園家がこれに参画している。アメリカ都市計画家の半数は造園出身者であった。これはアメリカの都市の発展過程が大きな原因となつているものと考える。即ち19世紀の終りからCity Beautiful Movement(都市美運動)が提唱されて公園建設時代が現出し、各都市は競って公園の建設に努力を払った。有名なニユーヨークのセントラル・パークも此の時代に造られたものであるが、こうした公園建設に従事した造園家が都市計画にも参画するようになったことは当然のこととなった。又当時都市計画の講義が行われていたのはランドスケープ学科であったことも一つの原因とされる(今日では21の大学で都市計画地方計画の専門科程が設けられている)。
求人広告を掲げると、これに記載された資格の一つには必ず造園科出身ということが記されているほどである。これで見ても造園家出身者が都市計画の面で活躍しているかが理解できる。
世界各国共通でこの職能を規定する努力を、免許行為を通じて都市計画者の役割を定義しようとしてきた。例えばアメリカではニュージャージー州はプロフェッショナルプランナーのライセンスを設定している。オンタリオ州とアルバータ州などカナダの州は、登録プロフェッショナルプランナーの資格を認定されたCIPの教育と経験または同等の資格を有する者のみに保護している。
数十年来都市計画は他分野からも自由で独自の教義などを大学で教えられている。計画学、都市計画学、空間計画と環境学、都市工学、都市計画、環境都市計画の学士号、都市地理学等、こうした名前を使用して大学でキャリアを提供しており、さまざまな国から100以上の大学を見つけることができる。
ラテンアメリカでは都市計画教育の最初は学部レベルでベネズエラのシモン・ボリバル大学、その後メキシコで開講された。各国の最高学府はメキシコではメキシコ国立自治大学（UNAM）、グアダラハラ大学アーバン・デザイン、メトロポリタン自治大学（UAM）建築とデザインのセンター、メキシコシティ自治大学（UACM）、ペルー、アルゼンチンでは一般サルミエント国立大学（UNGS）が都市計画学を開講し、ブラジルとコロンビアではそれぞれプログラム管理と開発都市をデル・ロサリオ大学、サール大学（ボゴタ）が都市計画プログラムを開講している。ボリビアでは国土プランニング学講座がガブリエル・レネ・モレノ国立自治大学とサン・シモン上級大学にある。
カナダ、オランダ、フランスなど、北米や欧州などでも関連する大学院レベルで専門分野を建築、土木工学、エコロジー、地理学、経済学や社会学などを専門として都市計画学の形成を以上によって導かれている。
フランスにおける教育では主な二つの機関が存在する｡このうちパリ都市研究所は原則2年で修了の学校として開校。授業は夕方からで、他学校や他学部とのダブルスクールも可能となっている。毎回入学者は300人ほどになるが人数は1学年時に年末試験時には150人から100人ほどに減り、2年次に50人ほどにまでになり、そこから修了資格取得者としては40人ほどにまで減少する。最終の論文審査までは数人と化していく。
一方、都市計画研究センター(Centre de Rekerche d'Unibanisme)は元は1919年にセーヌ協議会でアンリ・セリエが中心となって決議し創設した都市計画高等研究学校(Ecole des Hartec Etudes Unibaenes)の更新である。
なおフランス語圏の世界各地で運行の都市計画研究所がある。ベルギーのブラッセル大学の大学、アルゼンチンはブエノスアイレス大学、ベトナムにサイゴン大学、ブルガリアのソフィア大学、カナダのモンレアル大学にそれぞれ設けられている。
他はボザールやポンテ･ショッセなどや政治学のスクールなどで、ゼミ単位での教育が行われている。講座の構成は通常、実技にプラン構成と都市工学技術で一部では庭園学なども取り入れている学校もある。その他には都市発展史、法規と応用、都市社会学都市地理学、国土計画、衛生学などとなっている。
分校の都市計画研究所のうち、モンレアル大学の場合、同校は1961年に設立され初代校長はジャン･アロランが務めた。2年生で課程修了後に2年間のうち論文審査を受けて晴れて卒業となる仕組みとなっている。そしてこの卒業資格でケベック都市計画家協会に加入することができる。またその後に5年間のカリキュラムの博士課程が設けられている。

## 各国における都市計画家
国際的に見ると、都市計画まちづくり分野の職能制度が発達しているのは、イギリス、ドイツ、フランス、オランダ、アメリカ合衆国などである。各国では都市計画の職能協会が制度を司ることが多い。
都市計画の母国といわれるイギリスにおいてプランナーが急増したのは1940年代後半のニュータウン開発ブームの頃とされる。ある意味では日本でも事情はよく似ており、1958年に着工された大阪千里ニュータウンを始めとする日本型ニュータウンの建設技術は、大都市近郊にそれまで経験したことのない大ベッドタウンを出現させただけでなく、日本の都市計画プランナーの世界に、ニュータウンプランナーともいえるフィジカルプランナ一群を大量に輩出した。この現象は欧米のアーキテクトやプランナーの職能形成プロセスと比較すると、極めて特異な日本的特質とされる。例えば英国におけるプランナーは、主な職域は行政内部への参加であるにもかかわらず、個人資格と団体は確固として確立されている。
日本以外の諸国では諸制度で地方自治体に都市計画立案策定を義務付けている場合も多く、そのため地方公共団体の内部で都市計画専門家が多く従事し、自治体の都市計画局の職員という立場から第三セクターや外部公社的組織制、外部からの専門家の採用や出向スタッフが自治体内で仕事をするケースなどさまざまで、スタッフもドイツなどは公募制等での採用も実施されている（後述）。各国とも内部と外部の専門家が協働で進める場合、業務委託（外部委託）が規定を定められて行われているが、資格制度が整備されていない諸国でも都市計画の専門コンサルタント事業を展開する専門家もいて、コンサルタントの選定と参画も各国で様々な形で行われている。対象は、民間コンサルタントから第三セクターなど、様々な組織が行政計画に協力従事する仕組みがある。日本以外の諸国では開発計画の協議の際に開発者が地方団体への説明資料と当該自治体の議会への説明資料を自己で負担し、文化的歴史的な観点から環境価値の評価や市場性の調査、開発に伴う環境や交通等への影響とそれに対する代替措置の妥当性などの案を作成し、第三者機関に鑑定を依頼、その結果を鑑定書という形で示すことが一般的に行われている。こうした第三者機関は、大学の研究室や大学教授或いは民間のコンサルタント等の都市計画専門家が担っているが、自治体レベルで専門家を抱える形式をもつスイス、イタリア、の都市計画業務などが、チェントロストリコと呼ばれる旧市街の保全保存を加味した計画を実施するため、建築系の都市史を専門とした大学教授・学識者に外部委託という形での策定依頼で、都市計画の職能が発展してきた。
南アフリカの場合、計画立案者協議会(SACPLAN)は、農村開発および土地改革大臣（農村開発および土地改革省）によって2002年計画法（2002年法律第36号）によって任命され指名されたメンバーの法定評議会であり、プランニング職を規制する（プランニングは計画の作成と維持の両方の組織的なプロセスである）。Planning Profession Principlesは登録されたすべてのプランナーに適用されている。法律によるSACPLANは、計画立案者だけが行うことができる計画職業作業の特定を通じ、計画職の品質を保証している。SACPLANの機能は、法第7条に含まれている。SACPLANの権限と義務は、法第8条に含まれている。この法律はさらに、登録された計画者のための職業行動規範を規定している。

### ヨーロッパ
欧州連合(EU)ではヨーロッパ都市計画憲章を策定し、憲章に基づきヨーロッパ都市計画家評議会(CEU: Conseil Europeen des Urbanistes)を設立。メンバー構成は圧倒的大多数がイギリス人という一方でドイツ人などは参加していないなど各国で認識の隔たりが強い。この都市計画家評議会は1998年にCIAMのアテネ憲章に倣い「新アテネ憲章」を発表、そのなかで都市計画家の役割を定義している。その他のヨーロッパ諸国で、大学の所定学科の教育を受け、その称号を授与するという形式の国等では、都市計画どころか建築に関しても建築士などの資格制度は整備していない。アジア諸国でも建築家資格と同様に、指定学校での所定のカリキュラムを修了し卒業すれば基本的には資格として認定され、どの国でも人物は通用することにはなっている。
テッサロニキのアリストテレス大学とテッサリア大学が、ギリシャでの都市計画における学部研究を提供する2つの大学であり、ギリシャの都市計画者は一般的にそれらの大学の工学部を卒業している。

#### イギリスほか
イギリスでは、都市または国土の計画者であることを希望する者は、まずは都市と国土の計画におけるマスターの形で王立都市計画家協会ロイヤル・タウン・プラニング・インスティチュート（Royal Town Planning Institute, RTPI）または分野すべてをカプセル化した4年間の課程の学士など関連する分野で学位を取得し、その後、協会によって認定されなければならない。学位取得者らはRTPIのメンバーになる資格を得ることができるが、正規メンバーになるためには、まず2年間の実務に基づくトレーニングを完了する必要がある。RTPIの認定資格がないと都市計画の仕事に従事することができず、大学院での都市計画教育自体がRTPIの資格取得を目的に開設されている他に、資格を取得した後も毎年研修を受けなければならない仕組みになっている。その他法人や行政等も含めた依頼人からの土地、資産、建設に関する相談についてはチャータード・サーベイヤー(Chartered Surveyor：公認調査士)という専門的な調査や助言を行う専門家がNPOである王立調査士協会(Royal Institution of Chartered Surveyor)の定める基準を満たすことで資格取得している。
英国のタウンプランナーは英国内どこでも、建築計画者らが環境構築面を担う間、建設環境分野でのあらゆる面を担当している。彼ら（地方計画当局）は個人、民間ビルダー、企業に計画の許可（同意）を与え、自治体の意思決定を支援している。
カナダ、オーストラリア、ニュージーランドなど英連邦やイギリスが旧主国である国などでも相互提携となっている。英連邦でもオーストラリアの場合は、オーストラリア計画協会(PIA)が認証している大学のコースを卒業することがすべての州で適任者として認識されている。また認証大学でほとんどは独自に修士号の専攻もある。進路は地方自治体の都市立案者になると計画の適用査定と法定仕事にかかわる、または計画のコンサルタント業など多数ある。
ニュージーランドでプロのプランナーになるには、ニュージーランド計画研究所（New Zealand Planning Institute）の認定を受けた大学院を修了しプロとしての大学院修士号が必要である。オークランド大学は、計画プログラムで高い評価を得ている。卒業生は、地方自治体、地方自治体、都市開発、地域保健当局、環境省、環境省、都市デザインコンサルタントなど、公共および民間部門の多くの企画・計画関連機関に雇用されている。ニュージーランドのプランナーは国際的に認められ、先進国と途上国等多くの国で従事している。
カナダの都市計画者は通常、M.Pl、MUP（都市計画学修士）、MCP（都市計画学修士）、MScPl、MES（環境学の修士）やMAのように認定された計画修士号または学士号を保持している。

#### ドイツほか
ドイツでは、行政でも民間でも専門の職とされ、また日本の司法での修習生のように、レフェレンダリアート（Referendariat）と呼ばれる都市計画専門家を養成する制度資格までが確立されている。日本で都市計画手続きで決定される道路は、幹線道路に限られているが、ドイツなどでは都市計画Bプラン（Bebauungsplan）では、細い街路まで設計される。このためドイツなどでは、行政による地域プランナーの力が非常に大きく、建築家は行政に呼応して計画を進めていることが知られ、各州の規定には充分経験のあるコンサルタントに委嘱するかまで言及して運用している。ドイツで都市計画業務を行う場合、シュタットプラーナー（Stadtplaner）という肩書きがあるが、これは法的な資格ではなく、16の州ごとに設けられた建設協会が定めた登録者の規定名称で、登録規定にしたがって登録し、従事することになる。各州ではまた建築家会議所/アルヒテクテンカンマー（Architektenkammer）なる建築家の協会が連邦建築家法に基づき設置されていて、都市計画家なども建築やインテリア、ラントシャフト（ランドスケープ）などと同様に一部の州を除き、その協会で名簿管理が行われている。もちろん登録者の条件規定や登録手法など、各州異なっている。なお制度ができたころの名残から、登録者も専門の事務所よりは、建築設計事務所などの登録が多いとされ、実際にもさまざまな分野の専門職と協働で業務が実施されるためか登録者でなくても委託できる都市計画業務も数多くある。
逆に役所等の職員として都市計画業務に従事する場合は、大学で都市計画に関する課程の修了者か、実務技術に関する学校で都市計画系分野での課程教育を受けていなくてはならなく、採用の際に条件とされている州もある。また都市計画局などの局長は、一般公選制を採用している州も多い。
イタリアやスペイン、フランスの場合は、各市町村レベルで都市計画家や建築家をコンサルタントとして嘱託し、彼らが一貫して一つ一つの現場を美しさやふさわしさなどを判断し事業決定する権限も持ち合わせている。これらの国の各市町村には建築家と都市計画家を抱えており、彼らは市町村の建築家になった以上は民間から仕事を受託できない仕組みになっている。
フランスでは建築家とペイザジスト（ランドスケープ・アーキテクト）は資格が必要となる。都市計画家は名乗るのが自由な肩書きとしてのみ存在する。周辺諸国でもこれまでは都市の都市計画マスタープランをつくる職が都市計画家とされ、建築家はその街区のなかで与えられた規制に従って建築を作るというまったく別の職能として機能してきたが、現在フランスほかヨーロッパでは、マスターアーキテクト方式が浸透し、都市計画家の仕事であったプランづくりはマスターアーキテクトが行っているため、自身をユルバニステ・アーキテクトと称している場合が増加した。なお同時に、ペイザシストもペイザシストユルバニステ、ペイザシストアーキテクトといった得意フィールドで呼称が異なって使用するケースが目立つ。大規模開発などの場合、建築家やペイザジスト、マスターアーキテクトに加えて、地区の方向性を示し街区ごとのプランを調整する調整都市計画家を存在させる。ジャン・ピエールはセガン島開発の、APUR出身のフランソワ・グレテールやクリスチャン・ドヴィレ、パトリック・ジャヴァンヌなどがブローニュ・ビヤンクールの調整都市計画家として、マスタープランを作成し、調整にあたった。オランダの都市計画業などでも、住環境を総合的に捉えているためであるがドイツのBプランのように通りや広場、建物の高さなど、一般的な基準に関わらずタイポロジーや素材感まで決めている。ただし中には建設用地のプランが政治的アピールが主目的の場合も頻繁にある。また土地利用の計画と建築設計の間に詳細な都市計画を定める制度となっているが、一般に計画時から建築設計事務所が担当し、自治体の都市計画セクションは土地利用の方針だけをつくり、設計事務所に具体的ボリュームの検討や公共空間のデザインを任せて、その後別の事務所が建物を設計する。このため、仕事の機会で都市計画業を通して建築従事者から都市計画家が形成される状況となっている。
独自の職能・資格制度は持っていないが、建築家も含め専門家が都市計画に多く従事するフランスは都市計画職能団体自体が多く、ヨーロッパ全体で職能認定を行おうとする動きの中CEU都市計画の認定制度の窓口を定めるべく、1993年に都市計画専門家協会APU(Association Profession Urbaniste)を暫定的に設立した。さらに1996年に都市計画職能組織としてフランス都市計画家評議会CFDU(Conseil Francais des Urbanistes)が設立され、都市計画家団体とフランス自治長会とで1998年にフランス建設省と協定した都市計画資格事務組織OPQUを開設、制度を整備している。
スウェーデンの都市計画家は主に都市計画を担当する者を指し、通常専門の訓練を受けた建築家や文化地理学者または土木技師がなっているが、同国の都市計画家はシティアーキテクトになることもできる。スウェーデンの有名なタウンプランナーは、スヴェン・マルケリウス、Aleksander Wolodarski、Sigfrid Ewald、Clas Larsson Flemingなどがいる。なお、同国で都市ビルダー（Epitome City builder）は大規模で影響力のある都市計画プロジェクトを担当してきた著名な政治家や都市計画家にしばしばもたらされる。都市ビルダーの例はナポレオン3世の委託により1853年から1870年にパリで多くの再構築をなしとげたジョルジュ・オスマンや、スウェーデンではアルバート・リンドハーゲン（Lindhagen計画、1866）とイングヴェ・ラーション ノッルマルムの再開発、1945）などがいる。

### アジア

#### 日本
日本では、長く都市計画は宅地開発などは除いて直轄で、公務員の手による行政実務として行われてきたため、民間の職能制度は確立していない側面があり、戦後発足した民間の日本の都市計画コンサルタント(建設コンサルタント)は行政官の仕事を陰で支える黒子的な位置に置かれている。しかしながら、行政実務にもシンクタンクやコンサルタントなど外部人材の協力が不可欠であり、専門家の果たしている役割は現在でも決して小さくない。
建築家と比較すれば、たとえば建築業では建築士という資格があるが、都市計画分野でも建築士のほか技術士・技術士補の各建設部門とRCCM（シビルコンサルティングマネージャー）の都市及び地方計画、RLA（登録ランドスケープアーキテクト）、再開発プランナー、土木学会認定技術者資格（流域・都市）、土地区画整理士といった資格が存在する他、都市計画コンサルタント協会が都市計画実務専門家認定･登録制度として平成27年10月に第1期の認定都市プランナーと認定准都市プランナーの登録制度をスタートさせた。
建築士で都市計画を専門とする場合、建築士が専門分化した業務の役割と責任を明示する「専攻建築士制度」において8つの専門分野のうちの「まちづくり専攻建築士」として設置し提示させている。また一級建築士取得後に都市計画の実務を5年経ると、技術士建設部門（都市及び地方計画）同様、都市及び地方計画部門での建設コンサルタント登録が行える。
日本建築家協会と同様に日本都市計画家協会、日本建築学会と同様に日本都市計画学会といった学術団体や職能団体ともに存在する。都市計画地方委員会が設置され、日本に都市計画法制が備わった後に、都市計画を職能とした石川栄耀などの者であっても、公的機関に属する技術者であって「技師」という肩書きがすでに用意されていたこと、及び、都市計画が少数の人々だけではなしえないことを理解していたことから、都市計画家といった「肩書き」を名乗らなかったといった指摘はある。戦後からはしばらくは、公共の計画主体は、戦災復興都市計画や地方の地域計画を、大学の研究室に委託していたが、その際でも都市計画を完全に専門とする大学研究者は皆無であり、したがって都市計画家という名称も名乗られなかった。その後、1960年ごろから民間の都市計画コンサルタントが出現し始めてから、梅沢忠雄らがこの名称を使用し始めた。建築雑誌2007年1月号での長谷川徳之輔明海大学教授による「最近では都市計画コンサルタントにも都市計画家という新職種も出現」という記載に至り、また、建築家の中でも、都市計画家を名乗らないまでも、丹下健三、黒川紀章、隈研吾のように、自ら主宰する建築設計事務所の名称に「都市」を加えて「建築都市設計事務所」とする例が見られる。
そもそも古代日本では、「みやこ」の造成や官庁建築は、主として造営史（造京史）、一方地方では国司の手によって、各地方からの徴用で行われている。日本で計画的に造営された都市は645年（大化元年）の孝徳天皇による首都難波長柄豊碕宮であるとされている。その後何回か遷都を繰り返し、元明天皇の710年（和銅3年）に奈良平城京、桓武天皇の784年（延暦3年）には長岡京、さらに10 年後の794年（延暦13年）、山城国葛野郡に格子状の道路網を骨格とする条坊制都市長安城（現在の西安）を模したグリットパターンの新京平安京へ移す。長岡京の場合は造営史として藤原種継、平安京の場合は造営史として山背国宇太郎から、藤原小黒麻呂、和気清麻呂、技術担当には渡来人の帰化人である秦氏出身の忌寸都岐麻呂などの造営大工・少工が任務にあたる。
戦国から近世日本までには、豊臣秀吉の治世下で日本改造の計画を推進し、東海・近畿・九州の各地で城郭建築と、運河や城下町建設を手がけていった能史田中吉政など、また江戸の都市計画は、当初、藤堂高虎の軍事都市プランを徳川家康が加筆修正し決定以降南光坊天海や金地院崇伝などのブレーンのほか、土御門久脩や幸徳井友景など風水や陰陽道に長けた者が計画の任に当たっているように、都市は大工・石工の棟梁が技術に長けた武将や僧侶などの指示等によって、「縄張り」が行なわれていったほか、1597年に多様な形態を内包した「5の字」の計画理念で都市をつくった南部利直が治めた盛岡の藩士で、1855年青森十和田で三本木原を新渡戸稲造の祖父と父に当たる新渡戸傳と十次郎親子が幕末期に開墾に着手、明治までに近代的な都市計画を成し遂げている。また幕末からは、すでにお雇い外国人が台頭し、大陸からわたってきた技術者らが勝手にサーベイヤーなどと名乗って都市建設に従事していく。
明治維新以降になると、政治家や実業家などが出現し、都市計画についても指導的立場になって牽引すべく、すでに活動していたお雇い外国人をそのまま重用する。開国による外国人居留地が横浜についてはリチャード・ブラントンとヘンリー・S・パーマーに、神戸についてはマゼラン商会の技師ジョン・ウィリアム・ハートに、大阪川口は町奉行の顧問A・シールにといった当時のイギリス統治国のようにイギリス人の土木技師設計による近代的都市計画が導入されている。横浜の外国人居留地計画では1866年（慶応2年）に当地で大火災が発生、その後の復興計画として立てられたもので、この復興計画で本格的な並木道になる日本大通を開通させる。
または官庁集中計画の際にドイツから呼び寄せてくるなど、日本人の都市計画家が育つまでは、そうして対応していた。その後、基盤整備を含め首都東京の抜本的な都市計画を実施すべく、留学先から帰国した山口半六や原口要などの日本人技術スタッフを都市計画に従事させていく。明治維新以降の急速な近代化を図るため鉄道、港湾、道路、用水のインフラ施設・設備整備の急を要した。そのため、三島通庸のように幹線道路・道路網など都市施設建設による都市整備が進められ産業振興に役立てられた。三島は国策戦略上の問題で全国の道路完成を意図していたといわれる。その計画した道路はすべて帝都に集中し環状線および放射状道路も備えた都市の構想はパリなどの先進国の道路政策と一致している。
北海道などの都市形成においては、1869年（明治2年）に札幌で開拓判官の島義勇による最初の縄張りが行われ、市街地を南北で北の官庁区域と南の人民区域とするゾーニング案を立案する。さらに島の後任としてプランニングに携わった岩村通俊、西村貞陽らは1871年（明治4年）に大火の延焼を防ぐための空地を確保を目的に官地と民地を分けた「火防線」を設定する。これは1878年（明治11年）の箱館大火後の復興計画で分かるとおり繰り返し大火による復興が昭和まで続き、現在の大通公園の位置に、のちに祖庭長岡安平により園地化されることとなる。事実、明治時代にこの線が火災の広がりを食い止めたケースが多々あった。その他の地区でも早くに殖民地選定及区画施設規程が制定され、入植をベースにした入植地の選定と土地区画方法について定められた。こうした制度を北海道庁に献策したのが農学者である佐藤昌介で、佐藤がアメリカにおいて研究し持ち込んだものを、その後北海道や後に領有する南樺太などに適用していく。樺太では南鷹次郎などがこの制度を持ち込んで豊原などの都市形成に利用、市街地設計・区画設定作業には関山良助など札幌農学校を卒業した技師らが中心となった。
本州地域では、鉄道の普及とともに郊外住宅地が発展し、1910年（明治43年）郊外住宅の先駆けとなる池田室町を手がけ、戦災復興院総裁にもなった小林一三、1916年（大正5年）に渡辺町を生み出した渡辺治右衛門、1920年（大正9年）駒込の大和村を生み出す岩崎久弥、渋沢栄一の意を受けて洋行し、1923年（大正12年）田園調布を手がけた渋沢秀雄、田園都市株式会社の経営に携わる東急五島慶太、「林間都市」という開発計画を企てた小田急の利光鶴松、箱根土地の堤康次郎、鉄道沿線にある海浜リゾートを開発しようと考えた阪神電鉄の技術部長三橋省三ら日本を代表する実業家連中が自身の経営する会社に設計者たる都市計画家を召し抱えて、また外部の住宅地に関する建築の専門家などに設計委託する形で、住宅都市を形成していった。また成城学園や玉川学園といった学園都市を生み出し経営した小原國芳、南沢学園町（ひばりが丘）を分譲開発した自由学園創始者の羽仁吉一・羽仁もと子夫妻等の教育者などや、函館「みどり町通り」は地元名士渡邊熊四郎、四国新居浜の鉱山地を山田団地にした住友の鷲尾勘解治、東海中部地域は石川栄耀の指導のなるみ荘や長浦海園文化住宅地、新舞子文化村を手がける愛知電気鉄道の藍川清成、翠松園、松ヶ丘、小幡ヶ原、月が丘の各文化住宅地を生み出す瀬戸電気鉄道、東海田園都市の森新一、昭和花壇、大府桃山、有松山王台の松本繁、鈴木町の鈴木ヴァイオリン、熊崎住宅の熊崎惣次郎などが知られる。
これらの人物や法人等が不動産経営に乗り出し、実際の分譲プランは、たとえば渡辺町はかつて東京府土木部に勤務し、羽村の計画に従事した大野直利や石井粕亭、大船田園都市ならば御料地関連の設計や富士山麓における住宅地開発なども手がけた山田馨、田園調布は神宮外苑なども手がけた矢部金太郎（田園調布駅の駅舎の設計も手がける）、箱根土地ならば中島陟、関西土地なら大林組から来た下村喜三郎や川上佐一、建石辰二、山田団地は当時別子鉱業所土木課にいて後に別子不動産に移り、鎌倉の宅地造成を手がける町田実、京都北白川界隈は高木百人といった技術者・プランナーが彼らの許にいて実施設計の任にあたるなどのほか、1922年（大正11年）から開始される甲子園の土地開発のように、初期には建築家の設楽貞雄に、運動場完成後の1924年（大正13年）には造園家の大屋霊城に、1926年（大正15年）には武田五一に（「甲子園大遊園計画」）それぞれがプランニングを外部委託、住宅地のうち5万数千坪を大林組に宅地開発委託、1929年（昭和4年）から住宅部長の松本儀八が「浜甲子園健康住宅地」と銘打って開発分譲、昭和6年の春には約60戸が入居、昭和12年までに500戸の住宅が建設された。また京阪電気鉄道が遊園地や住宅地から飛行場まで出現する枚方楽園の構想案を造園家橋本八重三（橋本庭園工務所）に委託している。ほかに建築家蔵田周忠が等々力ジードルンク計画を、ブルーノ・タウト指導によって手がけ、タウト自身も1933年に生駒山嶺小都市計画を手がける。
また箱根強羅と向山、御殿場を手がける神山国際社や富士山麓（株）の富士山麓開発や別府観海寺土地（株）多田次平による花園都市観海寺や荘園文化村などのケースや、大正期は藤沢、大磯、鵠沼界隈や箱根土地の千が滝と南軽井沢、野沢源次郎の離山、軽井沢の法政大学村、京都は南禅寺下河原界隈を塚本與三次や角星合資会社が手がけるなど、別荘地の開発も進み、軍人建築家・田村鎮なども隠居後に山本庄太郎・信次朗親子の片瀬（江ノ島）の別荘地プランなどを手がけている。このとき住宅開発に従事した面々から、都市計画家として発展していくこととなる。
また東京の郊外では農業生産中心の村から住宅地へと移行する事を予想し、都市近郊化に対応する土地整備の必要性を痛感して、地主などとして土地区画整理事業に着手した。村長、地主として玉川村の村長豊田正治や井荻村の内田秀五郎などの人物らが実施していった土地区画整理事業を、野に下った当時の耕地整理技術者らや場合によっては自らが測量機器をそろえて整理事業を成し遂げて、都市計画家に発展していった。「玉川全円耕地整理大事業」の耕地整理技術責任者の高屋直弘は玉川神社の境内に組合長だった豊田正治と並んで石碑が立てられている。東京府農業技手を辞した後耕地整理のコンサルタント会社を設立していた高屋はこの事業にかかわったことでその半生を捧げ尽くすこととなった。当時全国各地で活躍していた耕地整理技術者らは、当時の当時ドイツ留学で土地改良を学び、帰国後「土地整理論（ほ場整備）」を著した酒匂常明らが耕地整理事業を着手すべく土地の利害調整にあたらせる専門技術者を要請するため、1905年（明治38年）から農商務省委託の農業土木技術員養成官として専門技術者の育成に努めはじめる上野英三郎らの指導と同年から農商務省の農業土木技術員養成制度を東京農業大学の前身の東京高等農学校さらには帝国大学農科大学などに農業土木教育を外部委託で要請し始めていた。1930年から大戦前まで続く不景気では農作物の生産者価格が下落し、都市近郊に実施される住宅地開発をみるにつけて、農地を持つ地主の間で小作人が手放す農地などを宅地化したりする傾向が増えるが、もともと名主等は伊能忠敬の例でもわかるとおり測量技術に長け、そのため測量業者がない時代に自ら測量機械を購入して開発を行ってきた地主も増えていき、全国的にも組合施行による土地区画整理事業が盛んになったという。このとき役所側も財政難で都市計画事業が進捗しない状態で、このときは技術者を前述の民間区画整理の助成指導に当てていたようである。大規模な都市計画事業であった帝都復興事業も1930年（昭和5年）には完了して、従事していた区画整理の技術者は、今度は全国各地の地方庁に採用され、当該地で実務指導にあたっていたとされる。
さらに、東京蒲田の黒沢商店店主黒沢貞次郎は自身の経営する会社の工場町を計画設計、札幌の北海道大学の場合医学部教授陣が中心になってつくられた医学部文化村や、農学部教授陣による桑園博士町をうみだした。福岡の野間文化村も福岡県職員有志が発起から設計まで手がけた。さらに蓑面櫻ヶ丘のように片岡安率いる日本建築協会が住宅博覧会会場として設計を手がけ、のちに田村地所、そして阪急へといったケースも出現、こうした都市形成の過程で、だんだんと都市計画の従事者らが形成されていった。
明治中期に山縣有朋、井上馨、芳川顕正ら政府有力者や官僚が示した首都東京の市区改正では外国人に依頼して策定された官庁集中計画とは異なり、新たな都市交通体系を造るべく留学から帰国した前述の日本人技術陣のみで実行される。また、日清戦争の結果として台湾領有に伴って1898年に総督に続く総督府民生長官に就任した後藤新平は、植民地経営という名目で台北をはじめとする台湾各地の都市計画に辣腕をふるう。当時台湾総督府技師には堀見末子（まっす）などが多くの土木施設建設に携わっていた。その後1906年に就任した南満洲鉄道総裁時代も、1907年（明治40年）には満鉄の付属地長春の都市建設を新潟県土木課長の職にあった技師加藤与之吉を重用し、長春を駅前広場から放射線状に道路が伸びていくバロック的な都市改造と、通行制限などの交通計画などの都市基盤整備の実践を積んでいた。
そのころ、横浜・大阪・京都・名古屋・神戸といった大都市の議会では市区改正を国に陳情、大正7年には東京市区改正条例に準ずる市区改正条例の適用が認められる。一方、内務省の有志たちや、関西に発足した建築協会などを中心に、都市の研究に着手しはじめていく。都市計画を研究していた研究者たちには、佐野利器や、佐野を通して都市計画行政にかかわる笠原敏郎と山田博愛、旧都市計画法を起草することになる池田宏や渡辺銕蔵、佐野とともに都市計画法制定の請願運動を展開した関西の雄片岡安、大阪市長だった関一らがいた。1916年に内務大臣兼鉄道院総裁に就任した後藤新平は、都市改造の低迷状況を好転させるべく、都市計画法制の調査・審議するための予算を強引に措置、同年の内務省社会局創設までこぎつけ、さらに研究者たちは後藤を会長に1917年、都市研究会（現在の都市計画協会）を結成して機関紙『都市公論』で各方面から活発に論考が発表され、都市計画法の制定懇願等を展開していった。都市研究会は実際1920年にも千里山を田園都市にすべく北大阪電鉄から設計委託されている。会員の山田博愛、柳沢彰、堀田内務省土木局長、池田宏、佐竹三吾鉄道院監督局長などが視察にいき、手がけた設計図面は内田祥三によってとある晩餐会の席で説明された。千里はその後日本国内初のニュータウンとして日本都市計画学会、日本建築学会に設計委託され、内田のもとで都市計画の研究に従事していた高山英華率いる東京大学高山研究室の手で設計される。こうした活動によって、1918年に都市計画調査会官制を公布、さらに都市計画指導部局として、内務省に大臣官房都市計画課、地方出先機関として都市計画地方委員会を誕生させ、翌年1919年（大正8年）制定の旧都市計画法と今日の建築基準法の前身である市街地建築物法公布等に尽力、後藤もその手腕を発揮していった。都市計画課には山田ら8人の若手技術者が、当時池田宏課長のもとに集められ、彼らが新たな近代制度の下で本格的な都市計画家として要請されていくことになる。ところが、法制定過程で審議会において原案にあった国庫補助義務化や土地増価税と関地税など都市計画事業実施の財源、開発利益の公共還元のための条項などが、当時の大蔵省の反対ですべて削除、つまり都市計画の事業実施はできない状態になり、近代日本で初めての本格的な都市計画官僚組織である都市計画課でも、草創期はしかたないのでおもに外国の都市計画の調査を続けているだけであったが、この過程で後の日本の都市計画を担う世代は養成されることとなった。
明治から大正初期にかけての期間、日本人に対する都市計画に関する専門養成機関はなく、工部大学校やその後身の帝国大学であっても、都市計画に関する講義は行われていない。戦前に都市計画講座を持っていたのは1924年に内務技師の武居高四郎が招かれて開講した京都帝国大学だけで、のちに日本大学で都市計画を講義する山田博愛が土木学会に「都市計畫ニ就テ」を発表した1919年当時、土木で都市計画を志す学生は珍種とみなされていたという。しかし日本最初の若き都市計画官僚たちは徐々に地方行政体を指導していく力をつけていき、1921年東京市が「東京市制要綱」なる都市改造案をまとめるにまで至っている。また東京市の建築家福田重義は1925年、「新東京」計画を発表する。この計画は1888年（明治21年）施行された東京市区改正条例を、拡大していく市街地の実態に併せたものとする必要があるとし、通勤時間1時間以内、人口密度250人/ha を想定して周縁部の土地利用構想から高速鉄道、放射・環状道路網、公園・広場の整備を説いている。福田は市の調査課長に抜擢となり、都市計画の立業化のため調査区域指定準備を進めた。その後早稲田大学が1922年から建築学科で、笠原敏郎が非常勤講師として都市計画の講義をはじめていた。関東大震災後、笠原は復興局に勤務し忙しくなったため、1925年からは同講義は建築材料学の講師だった吉田享二が受け継いだ。材料学の吉田が受け持った背景として同年5月に発生した北但馬地震によって壊滅的な被害を受けた兵庫県城崎町の復興計画に、但馬出身の吉田と同僚の岡田信一郎が2人で携わったことがあげられる。この防災に強い都市づくりの実践は吉田に都市計画の蓄積をもたらすこととなる。
東京は、明治初年の銀座煉瓦街形成時のと、大正期の関東大震災など、未曾有の災害によって計画されまたは計画の変更を余儀なくされ、現在の首都圏となった歴史的背景が法律とともにはあること等の理念を読み取る努力をするべきだとの意見もある。横浜なども前述の外国人居留地での火災に加え、大正8年に内務技師阪田貞明を招いて市区改正局を新設し都市計画を着手した矢先に大火が起き、市区改正事業が防災対策をも取り込むことになったが、特に後藤新平が中心となって近代都市計画の諸制度を導入する1923年の関東大震災後の復興事業などは、当時の日本において銀座煉瓦街整備や東京ほかの市区改正を超えた大々的な法制都市計画事業に発展した。後藤や彼のブレーンとなる都市研究会の面々は、それこそこのときを逃すまい、日本に都市計画を根付かせようと奮起、彼ら自らも都市計画家として発展していく。彼らが震災復興再開発事業をはさみながら法制の制定と土地区画整理事業や超過収容などの都市整備手法を確立しようとした軌跡が今日に至ってもなお指摘される。後藤は、1915年に明治神宮造営局設置とともに入り神宮内外苑の街路網を手がけた後に台北県技師として都市整備に従事した牧彦七を帝都復興に際し重用し、病死した前任者に代わり急拠内務省から横浜市都市計画局長として楢岡徹や造営局時代の同僚である造園技師折下吉延とともに復興事業に尽力させた。この復興事業以前に台湾と満洲の都市を手がけた経験のある後藤や、震災の復興で最も難航した土地区画整理を佐野らは先頭に立って尽力したのである。事業実施には前述の耕地整理技術者らを動員し、また警視庁建築監督官時代「土地区画整理論」、内務技師時代は「近郊町村土地区画整理」案を発表する伊部貞吉らのような区画整理のエキスパートを育てていった。同年、国民美術協会主催で「帝都復興創築展覧会」が開かれ、西村好時が「帝都都市計画一万分の一設計図」、池辺武人が「都大路三題」を出展。ほか当時進行中の比較的規模のある造園作品なども出展され、大阪市の技師椎原兵市「大阪城址公園案」、戸野琢磨「札幌東本願寺墓苑案」、竹内芳太郎「三千人野外劇場（上野公園）」などが出展された。また田川大吉郎の「作らるべき東京」、東京市は福田重義と道路局長丹羽鋤助中心となってまとめた永田市長案を基礎として独自に策定した理想案、予算15～20億円の「帝都復興計画東京市案」、建築学会、土木学会、東京市政調査会の3団体で発足した「帝都復興連合協議会」の案などが示され、後藤案に対抗した。土木局長牧彦七が兼務する横浜市は「ハーバーシティ」の復興計画を示している。
さらに函館大火でみるように、函館はおもに何度か繰り返される大火後の復興計画で都市計画がなされるが、1934年の大火後の復興計画になると道庁の技師はもとより、内務本省からも榧木寛之らエキスパートが派遣されるだけでなく、在野から計画に際する意見書などまで提出されるほどにまでなるし、1940年に起きた静岡大火の復興では静岡市臨時復興局が設置され、東京府のエキスパート阿部喜之丞らが活躍、阿部は復興都市計画の根幹として登呂遺跡に着目し、発掘の手助けまでしている。
1935年（昭和10年）東武東上線武蔵常磐（現在の東武東上線ときわ台駅）の開業を契機として東武鉄道が分譲開発した常盤台住宅地が出現するが、常盤台のような住宅地が出現した背景には、当時東京帝国大学の建築学科で外国の住宅地研究を進めていて、内田祥三教授の下で岸田日出刀と高山英華らが同潤会から研究助成を得て成果を『外国における住宅敷地割類例集』として1936年（昭和11年）に刊行する。同潤会からはその後『時局と住宅』というタイトルの住宅研究本が1938年（昭和13年）に刊行されるが、これは明らかに時局を意識した同潤会の姿を見出すことができる。同じ頃住宅地から国土計画のまなざしや地方改良運動が意識され、1933年内田祥三と笠原敏郎らが発表した満洲移農民に対する居住地計画や秀島乾の満洲集団住区制理論、前述高山の集落をテーマにした卒業設計や1938年（昭和13年）に浜野啓一が農村集落計画案を発表したほか、建築学会の集落計画委員会の農村集団居住地の計画・調査や早稲田大学吉阪隆正グループの住居の地理学的考察などの調査報告がなされ、また同潤会の「東北地方農山漁村住宅改善調査」が行われる。これは東北地方における農山漁村住宅の改善のための調査・研究という名目で今和次郎や竹内芳太郎、蔵田周忠といった顔ぶれがこれに携わっていたが、実体は官吏、兵士に東北地方出身が多く、健康体を生み出す策として、国策に沿ったかたちで行なわれた研究でもあった。
満洲では後藤らの他に、武田五一が1916年に大連都市計画を手がけているが、満鉄の付属地長春は後に満洲国が成立後に、新京（満洲国の首都となる）と名を変え、1932年（昭和7年）初頭から新京特別市国都建設局によってまず1937年までの五ヶ年計画で、1937年からは新京特別市で首都整備が進められていくが、後に後藤のブレーンとなる佐野利器が満洲国顧問建築家、また京都大学で教鞭を執っていた武居高四郎と、帝都復興局で公園課長の後東京帝国大学農学部園芸学第二講座で園邑計画（緑地整備計画）を担当し、1931年からは満鉄の嘱託となっていた折下吉延らが技術顧問となっている。国都建設局は職員が技術処長の近藤安吉をはじめ、溝江五月、伊知知綱彦など、主に関東軍の代表者や満鉄社員、そして内地から派遣された内務技師などから組織された。そして折下の弟子に当たる造園技師が多く採用され、豊かな緑とオープンスペースを内地より多く採り、公園的な並木道と人造湖など、日本国内では実現していない理想的な都市計画が出現することとなった。新京の都市計画は、それまで日本の都市計画が蓄積してきた理念と技術を全面的に適用した一大実験場ともいえ、キャンベラ、ブラジリアと並ぶ20世紀の首都計画の代表事例である。1945年当時、進駐した米国ウェデマイヤ－将軍が激賞した近代都市計画の傑作は今日中国有数の「森の都」となっている。
満洲国ではハルピンの都市計画についても建設局に相当するハルピン特別市工務処で進められた。工務処長は満鉄から、山田博愛と大学で同期であった佐藤俊久が、都市計画科長には内務省から山崎桂一が派遣され、のちに華北政府の都市計画責任者となる。また造園技師として帝都復興にも係った佐藤昌が1934年から1943年まで外地に派遣され、ハルピン工務処土木科長のほか新京特別市公園科長や営繕科長を務め、外地の都市計画に尽力する。ほか土木局長は大阪市の都市計画をてがけ、復興院技監（復興局長官）を務めた直木倫太郎、建築局長は内務省土木部時代技術第二課長として都市計画事業に関わり、復興局で建築部長を務めた笠原敏郎、民政部都邑科長には都市計画東京地方委員会で1941年に超過収容的な手法によって新宿西口の都市計画に手腕を発揮し、当地では軍にも妥協せずまた新宿と同じような手法で都市計画事業を推進した近藤謙三郎など、特に帝都復興事業に活躍した技師らが続々満洲国へ派遣されている。
また日本統治下の朝鮮では日本の都市計画法制定と同時期に朝鮮市街地計画令が制定され、土地区画整理事業を本格的に開始する。総督府土木部員の上田政義や奥井亮太郎らが1922年（大正11年）に大邱都市計画案を、京城府では1926からは内務局土木課にいた臨時都市計画係技師本間孝義が京城都市計画案をそれぞれ立案する。京城府の都市計画課は高木春太郎以下最盛期の都市計画職員は300人体制で京城府全職員の10分の1を占めた。羅津でも1934年（昭和9年）から高倉馨が実務を担当する市街地計画（区画整理）が実施されるが、朝鮮では区画整理を主とした都市計画を中心となる。
その後外地での都市計画、都市計画的なまなざしは1938年（昭和13年）卒業設計（卒業制作）「M国中央火力発電所計画」を手がける浜口隆一や吉林人造石油社員住宅地計画（1937年から1942年にかけて）を手がける土浦亀城など、同時期の建築家、また建築を学ぶ学生にも、開発や住宅供給という観点から影響を及ぼしていく。とくに紀元2600年記念にあたる1939年（昭和14年）は、内地で実施された紀元2600年記念の建築コンペが参考案から「靖国神社、慰霊塔、国史館・体育館をもつ国民広場の建物案」を示した堀口捨己のような具合で、都市計画的なものが多く出展されている。満洲国政府は1919年に東京西郊某住宅地計画、六甲山麓住宅などを発表していた東京大学建築学科の内田祥三らに計画案を依頼、内田の指導の下高山英華・内田祥文・関野克らの手になる満洲国大同都市計画（大同都邑計画）が発表される。この計画は一部実現のみに終わってしまったとはいえ、新京と同じ流れに属していた。大同都邑計画はフランスが統治し整備したアルジェのケースをモデルに、またソ連線状都市をベースに現地に合った関連法規の策定まで実施した都市計画案で、高山試案と内田祥文の論文つきと2案発表（誌上）する。線状都市は高山が既に1934年（昭和9年）の卒業設計（卒業制作）において（千葉の漁村計画）手がけていた。内田祥文は内田祥三の長男で、日本大学を卒業後、東京大学大学院で高山らと都市の研究を続け、1941年（昭和16年）に紀伊国屋で開かれた「新しき都市」博覧会、に東京をモデルケースとして、「大都会の改造 東京改造計画」を市川清志、浜口美穂、富田陽一郎、楠瀬正太郎、佐川正らと出展、都市問題の解決案を提示して、その後戦災復興都市計画に係るが1947年急逝する。内田祥三らはその他、1935年は日立製作所の委嘱で日立市周辺に人口10万人規模の工業都市計画を設定、1933年には前述の満洲移民農民に対する住宅地計画を手がける。
満洲国政府は一方、佐野らの一派が手がける新京都心部の旧式建築の景観を問題視し、東京大学の岸田日出刀や高山、坂倉準三らの佐野らとは別グループの建築家を次々と招聘し、その結果1943年まで上海新都市の計画として東洋拓殖会社職員住宅地計画（新都市中心区建都計画の一部）など当地の銀行職員の住宅地などを前川国男が手がけ、さらに事務所機能を上海に移転までしている。坂倉も国都建設局の委嘱による試案の南湖計画1939を発表する。これは3年間で20万戸を供給を目標とする住宅臨時対策要綱にもとづく計画であり、交通動線との連関において、新京計画地域全体の提案予定を示唆していたが、国都建設局は新京の南部地域計画として1940年から創亜建地区連盟プロジェクトを実施していたし、建築家では他に佐藤武夫も満洲開拓公社から委嘱され、満洲開拓民の開拓村計画を手がけている。
このように20世紀前半、日本の統治下にあった満洲や朝鮮など大陸や台湾の主要都市では、いずれも計画的な街づくりが実施されるべく、大量の人材を送り込み、戦後活躍する人材が育つ。そして外地で先進的な都市計画の理念と社会資本整備の技術を全面的に適用、戦後は例えば軍の要請で昭和13年に中国大陸で上海、南京、漢口等諸都市の復興計画に従事したあと18年に再び大陸に渡り、華北政府政務委員会建設総署技監として上海復興計画や北京西郊新都市計画に従事した田淵寿郎は市の技監や助役として名古屋で、朝鮮総督府の八巻芳夫は市の都市計画局長として、高橋甚也は市の助役としてそれぞれ仙台で、原口忠次郎は市長として神戸で、という具合に、各々が戦後の戦災復興都市計画事業等の担い手となっていった。

#### 韓国
韓国では、新都市の計画や都市全体の改造から保全等整備計画についてはすべて自治体レベルで行い、計画者としての自治体が学識者の指導を受けて計画するため、諸外国のように政策関与形式の民間都市計画コンサルタント自体は必要がないので、資格制度も整備していないが、地区ベースの開発計画では民間の空間計画の専門家が果たす役割は大きく、開発の権利を獲得したデベロッパーは、そうした専門従事者に計画設計を委託している。専門従事者はもっぱら海外留学で養成され日本でも都市計画を学ぶ留学生を受け入れており、このうち外国人留学生で博士号取得者もおり、帰国して母国の大学で都市計画の教職に着くなど、都市運動の指導者や国家のこの方面の委員会の主要メンバー、学会会長などに成って指導者的立場で活躍していく。

#### 中国
過去にいくつもの壮大な古代都市がつくられている中国においては、1930年からの経済条件が中国都市開発の歴史上はじめて都市成長の主要条件になっていったが、この時も上海や広州といった急速に成長する都市でも計画は専門家を外国人に頼りながら進めている。このため戦後解放当初、都市計画分野の人材は海外で教育を受けた梁思成などわずか数名であり、その後の計画経済を進めるにあたって、1950年代から各地の主要都市はとりあえず旧ソ連型をモデルにマスタープランを任意に作成する一方、大学に計画学科を開設し人材育成を務めていた。しかし当時と政治経済条件が異なるため、1980年代のマスタープラン義務化と建設委員会の組織化まで計画家の必要性は薄く、作成されたプランもほとんどが実現されていない。その後も人材の能力不足もあり、自治長達が専門的援助を受けずに都市問題の解決を図っていたが、80年代後半の特区地域化で計画家が実践展開する場が与えられ、また政策成果が首長側も地位出世に直結するため積極活用し計画家は息を吹き返した。現在では設計競技も活用し外部の人材も活用することはあるが、国内では都市計画部署「城市規劃設計研究院」を組織、これは中国都市計画設計院と自治体の都市計画管理局にある全国の、また大学の城市規劃設計院・城市規劃設計研究院とがあり、規劃師（規画師、企画師）、規劃設計師と肩書のついた実務スタッフ、科学研究者・学識経験者が組織化され事業を展開させている。また城市規画協会、城市規画学会、規劃師学会といった組織を設立し活動している。なお、中国の機関や企業、場合によっては個人は都市計画はもちろんのこと様々な分野で国家資格が甲級資格、乙級や丙級資格と等級づけられている。この甲乙丙級によって業務の用途、規模などが制限され、設計院では通常甲級資格で大規模なものを担当するしくみである。

#### 台湾
台湾では、日本統治期では日本本土から招聘された専門家（例えば、都市計画兵庫地方委員会技師であった小野栄作や愛知地方委員会にいた中村絅ら）らがもっぱら担当責任者として各地の市区改正（例えば台北市区計画）に従事しており、戦後は彼らのもとで従事していた技術陣が携わっていく。そして1968年の社區発展工作綱要の策定から台北市での社區総体営造の取り組みが活性化、1999年以降市独自の制度として地域の情報収集と環境調査、企画書作成を担う社區規劃師（社区企画師）を開設、担当社區で地区住民と協働し環境改善計画作成して活動補助金を申請し採択を受け事業のマネジメントに携わり給与を受ける職を存在させている。事業採択まで無給なのであるが、一方でこの規劃師になるには数10時間の研修を受け、試験に合格する必要がある。そしてその間には迪化街の歴史保全（1988年）を手掛けた夏鑄九国立台湾大学教授のように海外で教育を受けた人物が参画し始める。日本でも都市計画を学ぶ留学生を受け入れ、このうち外国人留学生で博士号取得者もおり、帰国して母国の大学で都市計画の教職に着くなど、指導者的立場で活躍していく。防災計画や都市再開発の第一人者や大学で教えながら自分で事務所を持ち、中国大陸の仕事までを手掛けていく。

#### マレーシア
都市計画プランナーとしての職業上の発展としてみると、1999年に同国で都市計画プランナー法が可決される前まではあまり進展していなかった。
マレーにおける都市計画家の歴史は、マラヤ植民地政府が1921年1月に、南オーストラリア州政府の政府タウンプランナーチャールズ・コンプトン・リードを政府の都市計画家として迎えることから始まる。1912年にマラヤにおける英国政府が都市化への拡大アクションを実行するために、連邦評議会（連邦評議会）連邦マレー州（FMS）を設置。1913年から都市はショップロットを中心にして調製し、クアラルンプール（連邦評議会）で活動を整理することができるように都市計画の法律が設けられていく。幹事長E・L・ブロックマンは都市計画を実行する目的で、都市計画委員会の設立を発表。1920年9月にクアラルンプールに事務局を設置。測量や土木技師を調査部門と公共事業局に配した。土地事務所の行政官はまた、都市計画管理ロットとして再計画と流通活動に携わらせた。
リードは1921年から1927年まで都市計画家を務める。職員によって支援され、1923年には一般タウンプランを導入。新しい都市レイアウトを活用できるように1924年にクアラルンプクブバルまで利用できるようになる。
FMSにクアラルンプールで旧市街を再編（再計画と再分配）を行う都市計画原案策定ができるよう、1927年都市計画法が1923年の法を置き換えることで制定された。その結果として1929年の終わりに、政府都市計画家や都市計画委員会が廃止される。
1929年からリードの後任に、R・P・デイビスが部門の頭になり、都市計画職員や機構はすべて完全に廃止になる。政府都市計画家の廃止後、都市計画は都市計画管理者を4つの州に分散。またデイビスだけになったのは資金不足のためで、デイビスひとりで1933年からセランゴール、ペラ、ネグリセンビリアン、パハンの4州を管理する計画家に任命される。結局1941年までは、都市計画における実践は進まず、唯一の変化として1927年都市計画法の修正があり、この修正は公衆衛生委員会第9部となってのちの1937年の都市委員会第9部となる。
1933年からは計画サービスは、クアラルンプール事務局の計画タスクが唯一であり、これで連邦マレー州全域をカバーした。
第二次世界大戦期の1941年に部門は結果として閉鎖を余儀なくされたが、日本の管理下で1944年5月3日に再編している。
第二次世界大戦後、都市計画部門の活動はT・H・H・ハンコックがマラヤ連合とマレーUnion.Selepasに都市計画官として知られている都市デザイナーのポストに就き、権限がタウン理事会と町議会の領域を含むように拡張された。一方でクアラルンプールのオフィスではセランゴール、ネグリスンビラン州とパハン州の計画の職務が残る。1946年9月からハンコックが公共事業局の業務一環として建築家やプランナーまで兼ねる地位に着任。
一方でデイビスは、1948年に政府都市計画家の地位に就任するためマレーに戻り、より多くのプランナーも新設都市計画部に集まる。このときまでにFMSはケダ、トレガンヌ、ジョホールの州を含むマレー連合に変わっており、したがって都市計画法もこれら3州のために拡張されていた。デイビスはそのときマレー連合の都市計画家と呼ばれた。1937年の都市委員会法第9部の権限は1949年に海峡植民地であるペナンとマラッカまでに拡張。1950年にはペルリス、ケランタン州に拡張された。そしてマレーシア連邦土地開発機構（FELDA）が手掛ける新都市ハウジングとペタリンジャヤのレイアウト計画が開始され、1954年の終わりに、同機構シニアエンジニアであった（後に1992年から1993年にかけてロンドンの市長になった）フランシス・マクウィリアムスはT・A・L・コンキャノンを指名した。1951年にはイギリス都市計画学会支部としてマレー支部が設立される。チーフ都市計画家の地位は、1958年に都市地方計画局長と名前を変更。
1955年から1956年の間に都市計画部局のリーダーに就任したコンキャノンはジョホールバル、イポー、ペナンで3つの地域事務所を設立。コンキャノンは幹線道路沿いの商店や住宅の帯状開発を止めようとしたが、マレーにおける都市計画の流れには大きな変化は与え得られなかったが、ゾーニングはマレーで土地利用を制御するための主な手段であり続けていた。また都市計画部はクアラルンプールに本部を置き、すべての地区にも設置されていった。
マレーでは1958年の独立後、システム・プランニング・サービスが連邦憲法の下に2段階、連邦および州法に基づいて設置され、これに伴い、計画部門もマレーシア半島全体に州レベルで事務所を有するために再編。当時、都市計画家として適当なマレーシア人がいなかったため、コンキャノンが1960年かで都市及び地方計画委員として担当し続けた。その後もウォルター・フェアバンクス（～1965年）、フランク・ワトキンソン（～1969年）といった外国人都市計画長を配する一方で、マレーシア人をイギリスやオーストラリアに都市計画家としての訓練をつませるよう奨学金をあたえ留学させている。
1969年からは、モハッド・ロスリ・ビヨンド（Mohd Rosli b.Buyond）が計画委員にマレーシア人としてはじめて選任。1970年にはこのポストは都市及び地方計画局の総局長と名前を変え、現在も名称は残るが、1981年に設立された景観ユニットの局長から、後の1996年に国立景観部門局長へと変化していく。
ダトZainuddin・ムハンマドは1993年、ブランチオフィスの開発計画のために制定されたローカル計画の担当局長に就任。以降プトラジャヤとサイバージャヤ計画を90年代初頭に手がける。都市計画の専門実務の品質を調整するために改正したタウン及びカントリー計画法を公布。これが環境保全、物理的、地形、景観や木の保全（A933）及び都市計画法（法538）の側面を成した。1990年代、計画の参考のために様々なユニバーサルデザインと計画のガイドラインの教義を提供し、自治体を指導することで、環境保全に敏感な地域を計画するガイドライン環境の確立を通じて持続可能な計画と化して行われていった。特にセランゴールはアジェンダ21、持続可能な開発戦略を実施するためのイニシアチブを取ることによって先導し、地理情報システム（GIS）は、開発計画の作成に活用されていった。またマレーシア都市インジケータネットワーク（MURNInet）を通じ、持続可能な都市の研究指標も90年代後半に行われていくが、成果はその後の数年間に拡大していった。
2000年以降からは、ダト・ワンモハマドムフタールモハマドが2001年に局長に任命され、都市計画法は、都市計画の問題に連邦政府と州政府の権力のバランスをとるために改正。新規では国立物理計画審議会（NPPC）、地域計画委員会、国立物理計画などがNPPCのアドバイス程度の存在として、A.10,000人以上の集団または以上100ヘクタールの新都市開発、B.環境に敏感な地域における上部または丘の中腹開発、C.すべての主要なインフラやユーティリティの構築として機能し、開発オプションの設計および評価は、科学の決定（決定科学）とGISの技術を使用して実施され、技術の例にも多基準意思決定（MCDM）が設けられた。
一方でマレーシアでは資格が定められ、資格のある都市計画プランナーを地方の大学から多数排出していたが、そうした資格取得者らがプランナーとしての職に就くことができなかったという皮肉めいた状況にあった。このため社会的の間都市計画の意識をさらに深くさせることには役立ったとされている。
その間マレーシアの地方機関や外国の著名な組織出身で資格をもつプランナーだけが政府における都市計画プランをつくることに従事していき、配置計画に関してはほとんどは測量技術者や建築に従事している設計士らのような職業人によって作製されていたとみられる。
都市計画プランナー法はマレーシア計画プランナー協会によって、1974年以来から検討されていたものを政府に法案提出したものである。議会でそれを審議にかけるため住宅省と地方政府に提出され、そしてこの法案は1995年についに通過する。この法は基本的に国の資格をもつ都市計画プランナーを承認し評価及び登録する都市計画プランナー委員会の設立によって都市計画専門家に法律上の認可を与えており、この法律の通過に伴い、マレーシアの大多数の州では現在資格が存在する。そして登録されたプランナーによって作成され提出される開発計画が必要とされ、この法律の通過は資格ある都市計画家らによって都市計画を実践するための必要なパスポートとみられている。

#### インド
都市計画はインドの法律では認められていない職業ではないが、教育の学科は1941年にデリー工科大学の建築学科に計画された。1955年にインド政府から農村計画、都市計画、地域計画のための施設を提供するために設立された都市及び田園計画学校と統合した。統合に際し、学校は1959年から計画と建築学の学校に改称。現在、学士、修士、博士後期のレベルで計画調査を行うための最高の学校の1つ。
ロンドンの王立都市計画家協会の延長線上に設置されているインドのタウン・プランナー会（Institute of Town Planners、ITPI）は、インドの計画専門家を代表する団体。小規模なグループがインディアン・ボード・オブ・タウン・プランナーになり、3年間の継続的活動後にITPIが結成された。1951年7月に設立されたこの会は、相当数の学生メンバーを除いても2800人以上の会員を擁しており、その多くはITPIによって実施されたAssociatehip Examination（AITP）資格を持っている。2012年現在、この機関にはインド全土に21の地域支部がある。ボパール（MP）と計画建築大学院 - ヴィジャヤワダは2008年、インド政府の人的資源開発省によって設立された。アーメダバードとマウラナの環境計画・技術センター（CEPT）大学とボパールのアザド国立工業技術大学（NIT）は、都市計画が教えられているインドの先駆的研究機関の1つ。

#### イスラエル
イスラエル・プランナー協会は1965年に設立された。都市計画は、ハイファのテクニオン・アーバン・プランニング ・センターと都市・地域研究センターが担当している。

### アメリカ

#### 中南米
メキシコの場合、都市立案者は、前項の都市計画家#教育と訓練にあるとおり建築分野で国内の主要大学で専門学科が開設され、そうした教育機関で教育を受けており、実務者のほとんどが大学院修士課程出身者等で占めるが、学士号もある。中南米の近隣諸国も概ね同様である。

#### アメリカ合衆国
アメリカ合衆国のデトロイトなどでは市の真ん中には、NPOタワーと呼ばれるタワー型ビルがありありとあらゆるNPOが入居、昔からNPOレベルで都市計画を実施していて、高齢者向け住宅や、低所得者層の住宅を提供し大成功を収めている。特にサブプライムローンのような問題は発生していない。デトロイトではNPOが盛んに活動しありとあらゆる分野に進出して社会問題を解決し、現在でも解決しつつある。市の都市計画を受け持つNPOは市の都市計画を実質上受け持ち、市役所は全体を管理するのみであり、担当者もごく少数となっている。こうしたNPOは無論有給の正職員や無給のボランティアもいて、正職員は民間企業で活躍しそれなりの成功を収めた人達が多が民間企業の株主のための経営ということに限界を感じ本当に社会のために働きたいと思い、民間企業を辞めた人などが勤めている。
アメリカ合衆国でも、多くの場合修士号が求められる。アメリカの都市計画家は、建築等を専攻する者以外の分野からも多く集まる。結果、アメリカ合衆国の都市計画系分野でも大学院については、Ph.D.コースの他はプロフェッショナル・スクールたるプラニング・スクールが開設されていて、このスクールの主な目的はイギリス同様プランナーと呼ばれる実務家を育てることにある。単にプランナー（Planner）となるとアメリカでは主に地方自治体の都市計画部門で働く公務員のことを示す。このため、連邦政府のアメリカ合衆国労働省労働統計局は、そのウェブサイトでプランナーという職業を詳しく紹介しており、現在公務プランナーとして働いている人員の数、収入、地方自治体の都市・地域プランナー雇用数、今後の雇用状況と展望、そして長期または短期の土地利用と、都市・郊外・農村地域の成長・再活性化のための計画策定、最適利用促進、環境問題・社会・経済問題に関する法策定関与、コミュニティ開発、現況調査報告、ニーズ検証、市民啓蒙、情報記録と分析結果提供、市民や異分野協働、などといった仕事内容やプランナーの専門領域などを具体に示している。
関連資格としては、米国公認都市計画家または米国認定都市プランナーと訳されるAICP（The American Institute of Certified Planners)がある。これはAPA（米国都市計画家協会）の関連組織で管轄され、そこから認証を受けた都市計画家を指す。試験科目は都市計画理論から作図手法まで様々な範囲に及んでいる。AICPの資格は計画に関わる業務において必ずしも保有している必要はなく、都市計画家の肩書きを独占させているわけでもなく、プランナーとして働くための必須条件ともなっていないが、取得には、プラニング・スクールで修士号を取得し、規定年数以上の職務経験を得た後、試験に合格しなければならないこと、計画実務や大学の学位そして条文化された経験を加味したAICPの検査は坐る厳密な条件をもとに審査遂行されるため、AICPの検査合格とは計画家として能力指標とも目されている。従って、AICPの指定を保持している者とは、有能な専門の計画サービスを提供できることを証明しているとして、資格保有が積極的に行われている。
特に米国においては、合意形成運営技能の評価・認証に関する合意形成運営技能の評価システムが実務に重要な位置を占める。都市計画がアメリカ独特のボトムアップでの基本事項になっていて、自治体までが市民向けに都市計画の講習などを開講している場合が多いので、そうした面を支える専門家としての活動が必要とされている。こうした合意形成技術者の評価方法として筆記試験、実技経験、実務経験、教育訓練、再認証の仕組み、合意形成技術者を評価するシステムに関連すると考えられるものを大別しても、専門資格、専門家名簿、認証、学位が挙げられているが、プランニングスクールでこうした実務インターンを義務づけているほか、先に紹介したAICP資格試験では倫理、公益、正義を問う分野が全体の1割を占めていて、さらに細目で市民参加や交渉と連携構築という項目があり、市民参加、合意形成運営技能は実習や試験科目の中に完全に位置づけられている。アメリカの大学では他に、弁護士、技術者等といった職業専門家が外部講師として講義を担当する制度とは別に、Planner in Residence(PIR)という大学にプランナーを在駐させることで現場実務をカリキュラムに取り込むことと同時に、学内の知的人材資源を地域コミュニティの課題解決に向けて実践的に活用することを目指す取り組みがある 。PIRはフロリダ州立大学の都市・地域計画学部で1987年に始まり、北米の数大学でも制度実践され、普及に向けたモデル制度としての研究も行われている。